# Edmond Pellat
Pour les articles homonymes, voir Pellat.
Étienne Philippe Edmond Pellat, né le 29 juillet 1832 à Paris et mort le 1er juillet 1907, est un paléontologue et géologue français.

## Biographie
Inspecteur des établissements de bienfaisance au ministère de l'Intérieur, Il étudie principalement la géologie du Boulonnais, et plus particulièrement le Portlandien.
Il réunit une riche collection paléontologique qui est vendue aux enchères après son décès.

## Œuvres et publications
- Résumé d'une description du terrain jurassique supérieur du Bas-Boulonnais et itinéraires d'excursions, dans ce terrain, 1878.

### En collaboration
- avec Perceval de Loriol, « Monographie paléontologique et géologique de l’étage Portlandien des environs de Boulogne-sur-Mer », Mémoires de la Société de Physique et d'Histoire Naturelle de Genève, vol. 19, no 1,‎ 1867, p. 1-200.

- avec Maurice Cossmann, Le barrêmien supérieur à faciès urgonien de Brouzet-lez-Alais (Gard) : Notice stratigraphique, par Edm. Pellat. Description des gastropodes & pélécypodes, par M. Cossmann / Edmond Pellat, M. Cossmann, Société géologique de France, 1907 (lire en ligne).

## Distinctions et reconnaissance

### Décorations françaises
- Officier de la Légion d'honneur en 1893[2].

### Hommage
Paraconocrinus pellati n. sp., espèce de Crinoïdes (Bourgueticrinidae/Conocrinus), dédiée à Edmond Pellat qui a collecté l'holotype et cinq paratypes.

## Sociétés savantes et autres organismes
- Société géologique de France, président en 1876